# Isle of Man TT
Az Isle of Man TT, teljes nevén Isle of Man Tourist Trophy a legnagyobb hagyománnyal bíró motorverseny, melyet már 1907 óta megrendeznek. 1949-től 1977-ig a MotoGP versenynaptárának részét képezte. A verseny a MotoGP holland nagydíja mellett a legnagyobb presztízzsel bír a versenyzők körében.
Eddig kétféle versenypályán zajlott, a rövidebb, 35 kilométeres St. John's Short Course 1910-ig látta vendégül a versenyzőket, a hosszabb, 60 kilométeres Snaefell Mountain Course-on pedig 1911 óta rendezik meg a versenyeket. A hosszabb pályán a körrekord Bruce Anstey nevéhez fűződik, ő valamivel több mint 17 perc alatt teljesítette a kört a 2014-es versenyen. A legtöbbször az északír Joey Dunlop diadalmaskodott, aki 1977-től 2000-ben bekövetkezett haláláig összesen 26-szor nyerte meg a versenyt.
Az időmérő edzéseken minden géposztály versenyzőinek öt nap áll rendelkezésre minél jobb időt futni. Naponta egy kört futhatnak. A versenyt az utolsó edzéssel egy napon tartják, amely kategóriától függően 3 és 6 kör között változik. 6 kört csupán a Superbike-ban indulóknak kell teljesíteniük.
Az első Man TT-t 1907-ben rendezték, a neve pedig Auto-Cycle Tourist Trophy volt. A St. John'son a versenytáv 10 kör, tehát mintegy 350 kilométer volt. Az első győztes az egyhengeresek kategóriájában, valamint összetettben is Charlie Collier lett. A kéthengeresek küzdelmét Rem Fowler nyerte. Mindketten több mint 4 óra alatt teljesítettek a távot.
2007-ben a verseny elérkezett a 100 éves jubileumhoz. Az az évi verseny ezért a 100 évvel azelőtti verseny jegyében telt. A rendezvény kezdetekor 100, a század elejéről származó motor vonult fel, a százéves jubileumot szimbolizálva. A centenárium alkalmából a korábbi északír világbajnok, Geoff Duke megtett pár kört az eredeti, 1910-ig használt pályán. Külön versenyt rendeztek az abból, valamint a nem sokkal későbbi időkből fennmaradt motoroknak, így például a nézők láthatták Rem Fowler 1907-es vagy Guy Martin 1938-as motorját is.

## Biztonság
A versenyzők biztonsága igen fontos, de a pálya iszonyatosan veszélyes. A szűk kanyarokkal, ugratókkal teletűzdelt pálya teljes koncentrációt igényel. A több mint 100 év alatt többen életüket vesztették a verseny alatt.

## A legsikeresebb versenyzők
| Versenyzők | Győzelem |
| --- | -------- |
| Joey Dunlop | 26       |
| Mike Hailwood, John McGuinness | 14       |
| Dave Monyleux, Michael Dunlop | 13       |
| Steve Hislop, Phillip McCallen | 11       |
| Giacomo Agostini, Robert Fisher, Stanley Woods | 10       |
| Mick Boddice, David Jefferies, Siegfried Schauzu, Charlie Williams, Dave Saville | 9        |
| Jim Moodie, Chas Mortimer, Phil Read | 8        |
| Mick Grant, Tony Rutter, Bruce Anstey, Ian Lougher | 7        |
| Geoff Duke, Jimmie Guthrie, Jim Redman, John Surtees | 6        |
| Robert Dunlop, Brian Reid, Carlo Ubbiali, Alec Bennett, Nick Crowe | 5        |
| John Williams, Tarquinio Provini, Freddie Frith, Dave Leach, Ray Pickrell, Bill Smith, Walter Handley, Klaus Enders, Jock Taylor, Trevor Ireson | 4        |
| Chris Palmer, Adrian Archibald, Ian Simpson, Simon Beck, Carl Fogarty, Ray Amm, Luigi Taveri, Tom Herron, Bob McIntyre, Tony Jefferies, Alan Jackson, Alex George, Dave Morris, Rob McElnea, Graeme Crosby, Harold Daniell, Phil Mellor, Barry Woodland, Barry Smith, Rolf Steinhausen, Walter Schneider, Max Deubel | 3        |
| Cameron Donald, Ryan Farquhar, Shaun Harris, Iain Duffus, Charlie Collier, Cecil Sandford, Fergus Anderson, Hugh Anderson, Edwin Twemlow, Manliff Barrington, Kel Carruthers, Con Law, Eric Williams, Tom Sheard, Tim Hunt, Malcolm Uphill, Charlie J P Dodson, Howard R Davies, Bill Lomas, Eddie Laycock, Artie Bell, Gary Hocking, John Hartle, Jock A Porter, Trevor Nation, Fritz Hillebrand, Dick Greasley, Lowry Burton, Geoff Bell, Mick Wynn | 2        |
| Ian Hutchinson, Steve Plater, Michael Rutter, Nick Jefferies, Harry A Collier, Harry Reed, Jack Marshall, Rem Fowler, Cromie McCandless, Les Graham, Steve Abbott, Dario Ambrosini, Frank A Applebee, Ivor Arber, Reg Armstrong, Georg Auerbacher, Ross Williams, Peter Williams, Paul Williams, Cyril Williams, Monty Lockwood, Ken Kavanagh, Ray Knight, Ewald Kluge, Georg "Schorsch" Meier, Brian Morrison, Johnny Rea, Oliver Godfrey, H O [Tim] Wood, Frank Whiteway, Cyril G Pullin, Tommy C de la Hay, Fritz Scheidegger, Norman Brown, Trevor Burgess, Ralph Bryans, Roger Burnett, Jack Findlay, Phil Carpenter, Dave Croxford, Graham Penny, Ernst Degner, Mitsuo Itoh, Stuart Graham, Ron Haslam, Bill Simpson, Martyn Sharpe, Keith Martin, Mike Rogers, Omobono Tenni, Florian Camathias | 1        |

## Körrekordok
| Géposztály                             | Versenyző                   | Motor                 | Év   | Köridő     | Átlagsebesség |
| -------------------------------------- | --------------------------- | --------------------- | ---- | ---------- | ------------- |
| Összesítésben                          | Bruce Anstey                | Honda CBR1000RR       | 2014 | 17' 08,914 | 211,600 km/h  |
| TT Superbike                           | Guy Martin                  | Honda CBR1000RR       | 2008 | 17' 28,540 | 208,474 km/h  |
| Junior TT                              | Bruce Anstey                | Suzuki GSX-R600       | 2008 | 18' 03,510 | 201,746 km/h  |
| Könnyűsúlyú TT (Mountain Course)       | John McGuinness             | Honda                 | 1999 | 19' 18,200 | 190,370 km/h  |
| Könnyűsúlyú TT (Billown Circuit)       | Ian Lougher                 | Honda                 | 2008 | 22' 29,530 | 164,670 km/h  |
| Ultra-könnyűsúlyú TT (Mountain Course) | Chris Palmer                | Honda                 | 2004 | 20' 20,870 | 177,860 km/h  |
| Ultra-könnyűsúlyú TT (Billown Circuit) | Chris Palmer                | Honda                 | 2008 | 22' 41,440 | 152,521 km/h  |
| Szenior TT                             | John McGuinness             | Honda CBR1000RR       | 2007 | 17' 21,990 | 209,784 km/h  |
| TT Superstock                          | Bruce Anstey                | Suzuki GSX-R1000      | 2007 | 17' 37,850 | 206,600 km/h  |
| Oldalkocsis motorok                    | Nick Crowe and Daniel Sayle | LCR Honda 600 Sidecar | 2007 | 19' 24,240 | 187,757 km/h  |

## Serlegek

### Győztes versenyzők
| Géposztály                 | Serleg                 | Versenyző(k)         | Motor               | Év   | Átlagsebesség |
| -------------------------- | ---------------------- | -------------------- | ------------------- | ---- | ------------- |
| Senior TT                  | Senior Tourist Trophy* | John McGuinness      | Honda 1000 cc       | 2008 | 127.186 mph   |
| TT Superbike               | TT Superbike Trophy    | Cameron Donald       | Suzuki GSXR 1000 cc | 2008 | 126.826 mph   |
| TT Superstock              | John Hartle Trophy     | Cameron Donald       | Suzuki GSXR 1000 cc | 2008 | 125.776 mph   |
| TT Supersport 1. verseny   | Junior Tourist Trophy  | Steve Plater         | Yamaha 600 cc       | 2008 | 122.338 mph   |
| TT Supersport 2. verseny   | Classic TT Trophy      | Bruce Anstey         | Suzuki 600 cc       | 2008 | 123.041 mph   |
| TT oldalkocsis 'A' verseny | Fred W.Dixon Trophy    | Nick Crowe/ Mark Cox | Honda 600 cc        | 2008 | 114.372 mph   |
| TT oldalkocsis 'B' verseny | Sidecar TT Trophy      | Nick Crowe/ Mark Cox | Honda 600 cc        | 2008 | 113.989 mph   |

- *Marquis de Mouzilly St. Mars Trophy

### Leggyorsabb körök
| Géposztály             | Serleg               | Versenyző(k)         | Motor         | Év   | Átlagsebesség | Köridő    |
| ---------------------- | -------------------- | -------------------- | ------------- | ---- | ------------- | --------- |
| Overall                | Jimmy Simpson Trophy | Guy Martin           | Honda 1000 cc | 2008 | 129,540 mph   | 17' 28,54 |
| Senior TT              | Norman Brown Trophy  | John McGuinness      | Honda 1000 cc | 2008 | 129,517 mph   | 17' 28,48 |
| TT Superbike           | John Williams Trophy | Guy Martin           | Honda 1000 cc | 2008 | 129,540 mph   | 17' 28,54 |
| TT Supersport-verseny  | Formula 2 TT Trophy  | Bruce Anstey         | Suzuki 600 cc | 2008 | 125,359 mph   | 18' 03,51 |
| TT oldalkocsis verseny | Jock Taylor Trophy   | Nick Crowe/ Mark Cox | Honda 600 cc  | 2008 | 115,066 mph   | 19' 40,43 |

## Kapcsolódó irodalom
- Barker, Stuart (2007). 100 One Hundred Years of the TT. EMAP ISBN 1-84605235-1
- Duckworth, Mick (2007). TT 100 - The Authorised History of the Isle of Man Tourist Trophy Racing. Lily Publications ISBN 1-89960267-4
- Harris, Nick (1991). Motocourse History of the Isle of Man Tourist Trophy Races 1907–1989 Hazelton Publishing ISBN 0-905138-71-6
- Mac McDiarmid (2004). The Magic of The TT. A Century of Racing over The Mountain Haynes Publishing. ISBN 1-84425-002-4
- Noyes, Denis (1999) 50 Years Of Moto Grand Prix. Hazelton Publishing Ltd ISBN 1-87455783-7
- Pidcock, Fred & Snelling, Bill (2007) History of the Isle of Man Clubman's TT Races 1947 - 1956. Amulree Publications ISBN 978-1-90150810-9
- Savage, Mike (1997) TT Heroes. Amulree Publications ISBN 0-95211269-8
- Snelling, Bill (1996). The Tourist Trophy in Old Photographs Collected by Bill Snelling. Sutton Publishing ISBN 1 8401 505 99
- Stroud, Jon (2007). The Little Book of the TT. Green Umbrella Publishing ISBN 1-90582824-1
- Wright, David (2007). 100 Years of the Isle of Man TT Races. A Century of Motorcycle Racing. Crowood Press ISBN 1-861269064
- Wright, David (2006). TT Topics and Tales. Amulree Publications ISBN 19015080-99